# Zamarada rufilinearia
Zamarada rufilinearia är en fjärilsart som beskrevs av Swinhoe 1904. Zamarada rufilinearia ingår i släktet Zamarada och familjen mätare. Inga underarter finns listade i Catalogue of Life.